# Zuid-Holland West
Zuid-Holland West (nghĩa đen là Tây Nam Hà Lan) là một vùng chính thức của tỉnh Zuid-Holland, Hà Lan.
Vùng này bao gồm các tiểu vùng sau:
- Haaglanden, khu tự quản: Delft, Leidschendam-Voorburg, Midden-Delfland, Pijnacker-Nootdorp, Rijswijk, The Hague, Wassenaar, Westland và Zoetermeer
- Regio Holland Rijnland, khu tự quản: Hillegom, Kaag en Braassem,[1] Katwijk, Leiden, Leiderdorp, Lisse, Noordwijk,  Oegstgeest, Teylingen, Voorschoten và Zoeterwoude